# Dimitri Colupaev
Dimitri Colupaev (ur. 29 stycznia 1990 w Kiszyniowie) – niemiecki pływak mołdawskiego pochodzenia, specjalizujący się głównie w stylu dowolnym.
Największym jego sukcesem jest złoty medal mistrzostw Europy w Debreczynie w 2012 roku wraz ze sztafetą 4 x 200 metrów stylem dowolnym.
Uczestnik igrzysk olimpijskich w Londynie (2012) w sztafecie 4 x 200 m stylem dowolnym (4. miejsce).